# إيغور دوكيتش
إيغور دوكيتش هو لاعب كرة قدم صربي في مركز الوسط، ولد في 7 مارس 1979 في Svilajnac ‏ في صربيا. لعب مع رادنيتشكي نيش.

## وصلات خارجية
- إيغور دوكيتش على موقع قاعدة بيانات كرة القدم.إي يو (الإنجليزية)
- إيغور دوكيتش على موقع عالم كرة القدم.نت (الإنجليزية)